# Évran
 Évran  (en bretón Evrann) es una población y comuna francesa, situada en la región de Bretaña, departamento de Côtes-d'Armor, en el distrito de Dinan y cantón de Évran.

## Demografía
| 1556 | 1468 | 1524 | 1596 | 1561 | 1473 |
| Para los censos de 1962 a 1999 la población legal corresponde a la población sin duplicidades (Fuente: INSEE [Consultar]) |      |      |      |      |      |